# Solfato ferrico
Il solfato ferrico è il sale di ferro(III) dell'acido solforico, di formula Fe2(SO4)3.
A temperatura ambiente si presenta come un solido di colore da bruno a giallo, inodore.
È un sale usato in fotografia per preparare l'indebolitore.

## Produzione
Il solfato ferrico viene prodotto in larga scala facendo reagire acido solforico, una soluzione calda di solfato ferroso e un agente ossidante, come il perossido di idrogeno (o acqua ossigenata) o acido nitrico.
{\displaystyle {\ce {2FeSO4{+}\ H2SO4{+}\ H2O2\to Fe2(SO4)3{+}\ 2H2O}}}